# Schistosoma intercalatum
É um verme achatado parasita abobrinha do filo platyhelminthes classe trematoda. Habita as florestas tropicais africanas.